# Vilapene
Villapene és una parròquia gallega del municipi de Cospeito, a la província de Lugo. La parròquia està formada per deu entitats de població, nou de les quals consten al nomenclàtor de l'Institut Nacional d'Estadística espanyol:
- Algara
- A Cruz
- A Grandella
- O Franco
- A Modia
- O Monte
- O Curral
- O Outeiro
- O Val
- Felín (despoblat)